# 伏氏眶棘鱸
伏氏眶棘鱸（學名：Scolopsis vosmeri），又稱白頸赤尾冬，俗名紅海鯽、海鮘、赤尾冬仔，為輻鰭魚綱鱸形目金線魚科的一個種。

## 分布
本魚分布於印度西太平洋區，包括東非、紅海、阿拉伯海、馬達加斯加、葛摩、留尼旺、模里西斯、塞席爾群島、波斯灣、馬爾地夫、巴基斯坦、印度、斯里蘭卡、琉球群島、台灣、中國東海、南海、菲律賓、印尼、越南、馬來西亞、新加坡、泰國、緬甸、安達曼群島、澳洲西北部等海域。该物种的模式产地在日本海。

## 深度
水深2~25公尺。

## 特徵
本魚全身紅褐色，腹部體色較淡，從頭部後方經鰓蓋至胸鰭機不前方有一寬白橫帶，吻部有些個體為白色，而尾柄及尾鰭為黃色，相當易辨識。頰部有鱗6列，側線鱗片數約40~42枚，背鰭硬棘10枚、軟條9枚；臀鰭硬棘3枚、軟條7枚。體長可達25公分。

## 生態
本魚多半在岩礁或珊瑚礁區外緣底部以「一停一游」的方式活動，主要以無脊椎動物為食。

## 經濟利用
美味的食用魚，適合紅燒，此類魚腹部消化道常混有泥沙，處理時需注意。